# أروى بنت الحارث بن عبد المطلب
أروى بنت الحارث بن عبد المُطّلب الهاشمية القرشية (قبل الهجرة - توفيت: 50 هـ الموافق 760 في المدينة المنورة، الدولة الأموية)؛ ابنة عم الرسول محمد وكذا رابع الخلفاء الراشدين علي بن أبي طالب، وُصِفت بالفصاحة والبلاغة، لم يُذكر سنة إسلامها. عاشت حتى زمن معاوية بن أبي سفيان ، ووفدت عليه في دمشق وهي عجوز، قادمة من المدينة حيث تقيم، ونهرته على خصومته لعلي بن أبي طالب - ابن عمها - وفاخرته ببني هاشم وفضلتهم على بني أمية.
تذكر الروايات أن عمرو بن العاص ومروان بن الحكم كانا من بين الحضور في ذلك المجلس، فتلاسنا معها، فعيَّرت عمرو بنسبه وأفحمت مروان، ما اضطر معاوية لأن يتدخّل فيعتذر لها بالنيابة عنهما وسألها عن حاجتها فردَّت عليه قائلة: «ما لي إليك حاجة!» ثم قامت فخرجت، فقال معاوية لأصحابه: «والله لو كلمها من في مجلسي جميعًا لأجابت كل واحد بغير ما تُجيب به الآخر، وإن نساء بني هاشم لأفصح من رجال غيرهم.» توفيت في المدينة المنورة في زمن معاوية، ودُفِنت في البقيع.

## نسبها
- هي أروى بنت الحارث بن عبد المطّلب بن هاشم بن عبد مناف بن قصي بن كلاب بن مرة بن كعب بن لؤي بن غالب بن فهر بن مالك بن النضر بن كنانة بن خزيمة بن مدركة بن إلياس بن مضر بن نزار بن معد بن عدنان.[2]

- وأمها غزية بنت قيس بن طريف بن عبد العزى بن عامر بن عميرة بن وديعة بن الحارث بن فهر.
- وأخواتها هم:

1. نوفل بن الحارث: أمه غزِيـة بنت قيس بن طريف، وكان لنوفل من الولد الحارث وبه كان يُكْنى؛ وكان رجلًا على عهد رسول الله، وقد صحبه وروى عنه.[3]
2. أبو سفيان بن الحارث: وأمّه غزيّة بنت قيس بن طَريف، ذكر ابن الكلبي والزبير بن بكار وغيرهما فقالوا: اسم أَبي سفيان المغيرة،[4] وقال آخرون: بل اسمه كنيته، وأسلم أبو سفيان، فحسُنَ إسلامه.[5]
3. المغيرة بن الحارث: له صُحْبَةٌ، قال أبو عمر: «أخو أبي سفيان بن الحارث ابن عم رسول الله صَلَّى الله عليه وسلم، له صُحْبَةٌ. وقد قيل: إن أبا سفيان بن الحارث اسمه المغيرة، ولا يصحُّ. والصّحيحُ أنه أخوه والله أعلم.».[6] وقال ابن حجر العسقلاني: «وتعقب ابن الأثير هذا بأن أصحاب الأنساب كالزبير وابن الكلبي وغيرهما جزموا بأن أبا سفيان اسمه المغيرة؛ ولم يذكروا له أخًا يسمى المغيرة؛ ولا يكنى أبا سفيان؛ وكذا جزم البغويّ بأن أبا سفيان اسمه المغيرة بن الحارث.».[7]
4. أسلم بن الحارث: ذكره محمد بن عمر الحافظ الجِعَابي، فيمن حدَّث هو وولده عن النبي .[8]
5. ربيعة بن الحارث:  صحابي، يُكنى أبا أروى، وأمّه هي: غَزِيـّة بنت قيس بن طريف.[9]
6. عبد الله بن الحارث: كان اسمه عبد شمس بن الحارث، صحابي، وأمه غزية بنت قيس بن طريف، ولا عقب له، كان اسمه عبدَ شمس فسماه رسول الله عبد الله.[10]
7. عبد المطلب بن الحارث: وقد درج.[11]
8. أمية بن الحارث: لا بقية له.[11]

## عنها
مات أبوها - وهو أكبر أولاد عبد المُطلب - في حياة أبيه. وتزوجها أبو وداعة الحارث بن صبرة (وقيل: صُبَيْرَة) بن سعيد بن سعد بن سهم القرشي، وولدت له المُطلب وأبا سفيان وأم جميل وأم حكيم والربعة بنت أبي وداعة. وزوجها كان فيمن شهد بدرًا مُكرهًا مع بني هاشم فأُسِرَ؛ فقال الرسول محمد: «إن له ابنًا كيسًا بمكة، له مال، وهو مُغْلٍ فداءه»؛ فخرج ولده المطلب من مكة إلى المدينة في أربعة ليال؛ وافتدى والده، حتى غدا زوجها أول من افتُدِي من أسرى قريش.
وأروى، شخصية مُكرّمة عند الشيعة، ونقل ابن طيفور خطبة مروية عنها، قيل أنها خطبت بها في مجلس معاوية في دمشق، وتضمنت انتقادات حادّة له.